# Лібштадт
Лібштадт (нім. Liebstadt) — місто в Німеччині, розташоване в землі Саксонія. Входить до складу району Саксонська Швейцарія — Східні Рудні Гори. Складова частина об'єднання громад Бад-Готтлойба-Берггісгюбель.
Площа — 37,41 км2. Населення становить 1273 ос. (станом на 31 грудня 2020).

## Галерея

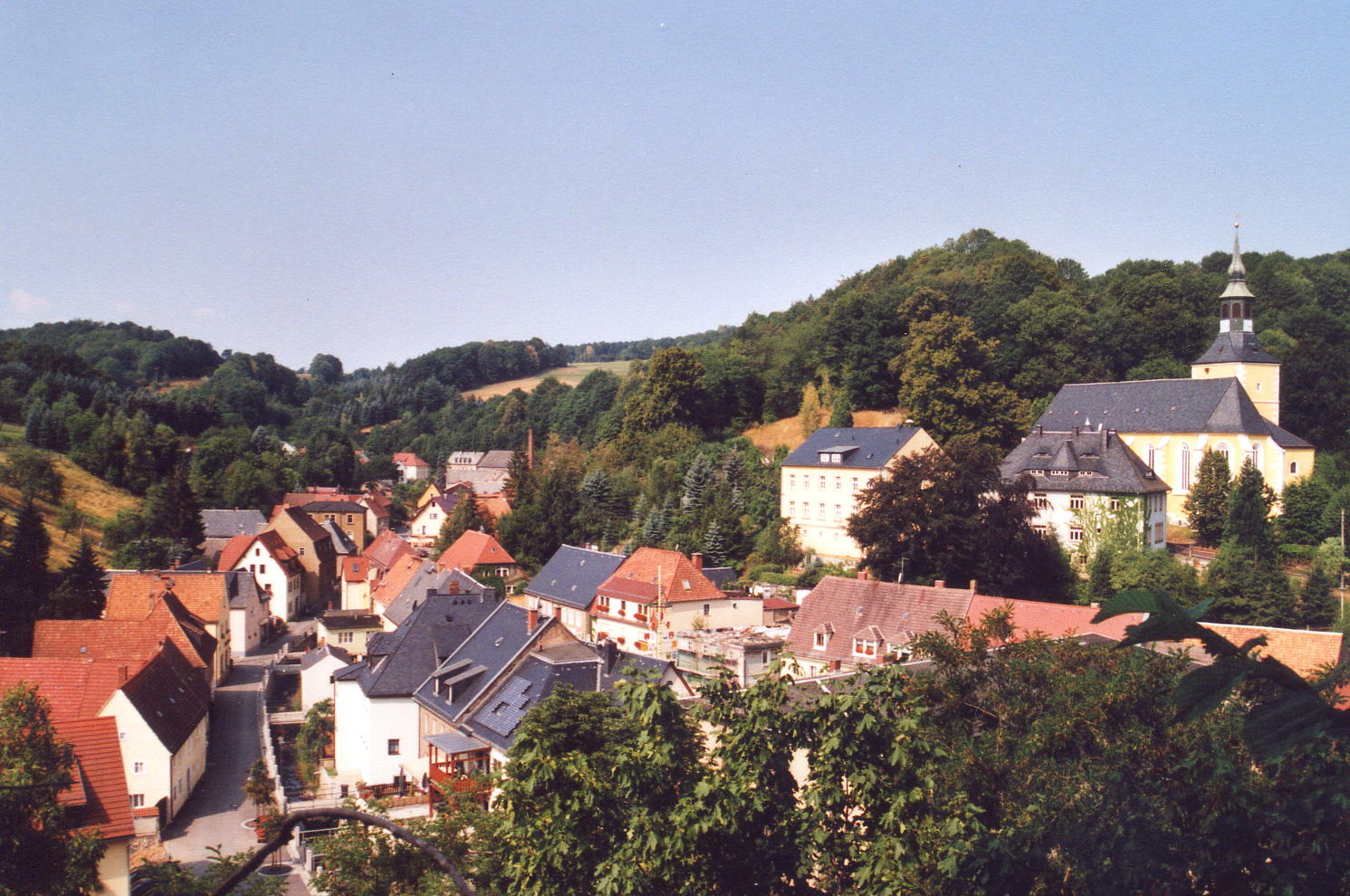
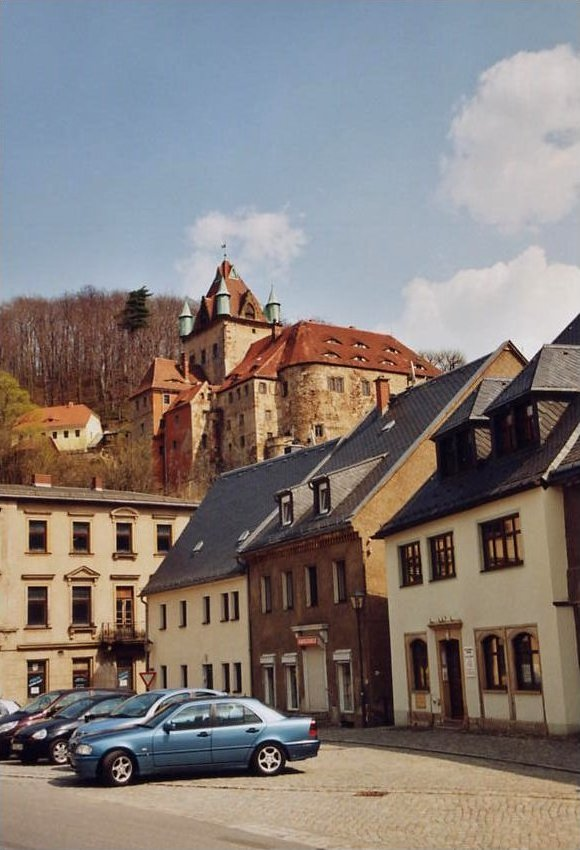
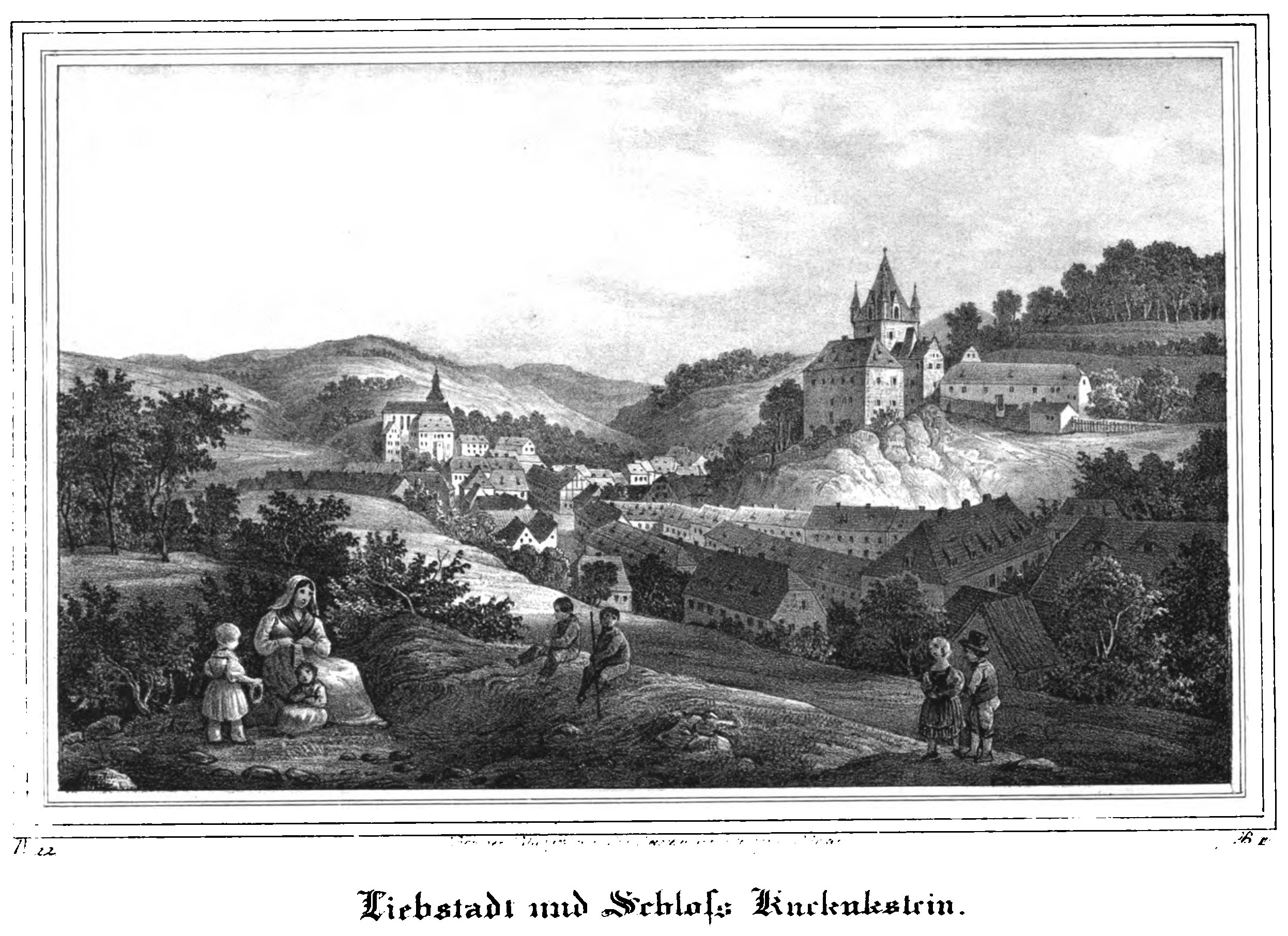
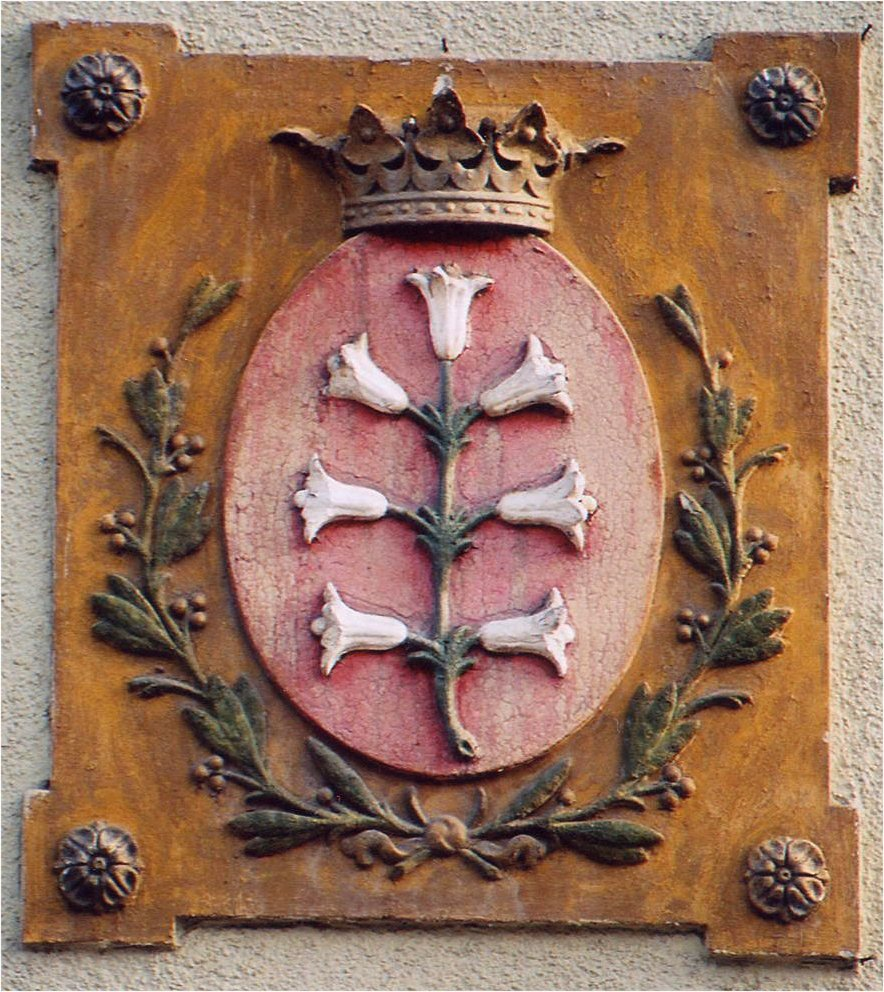
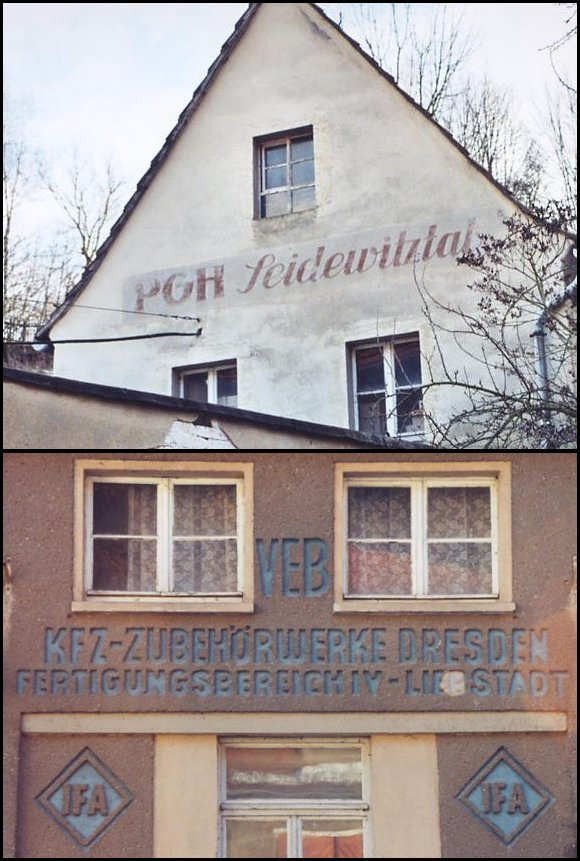
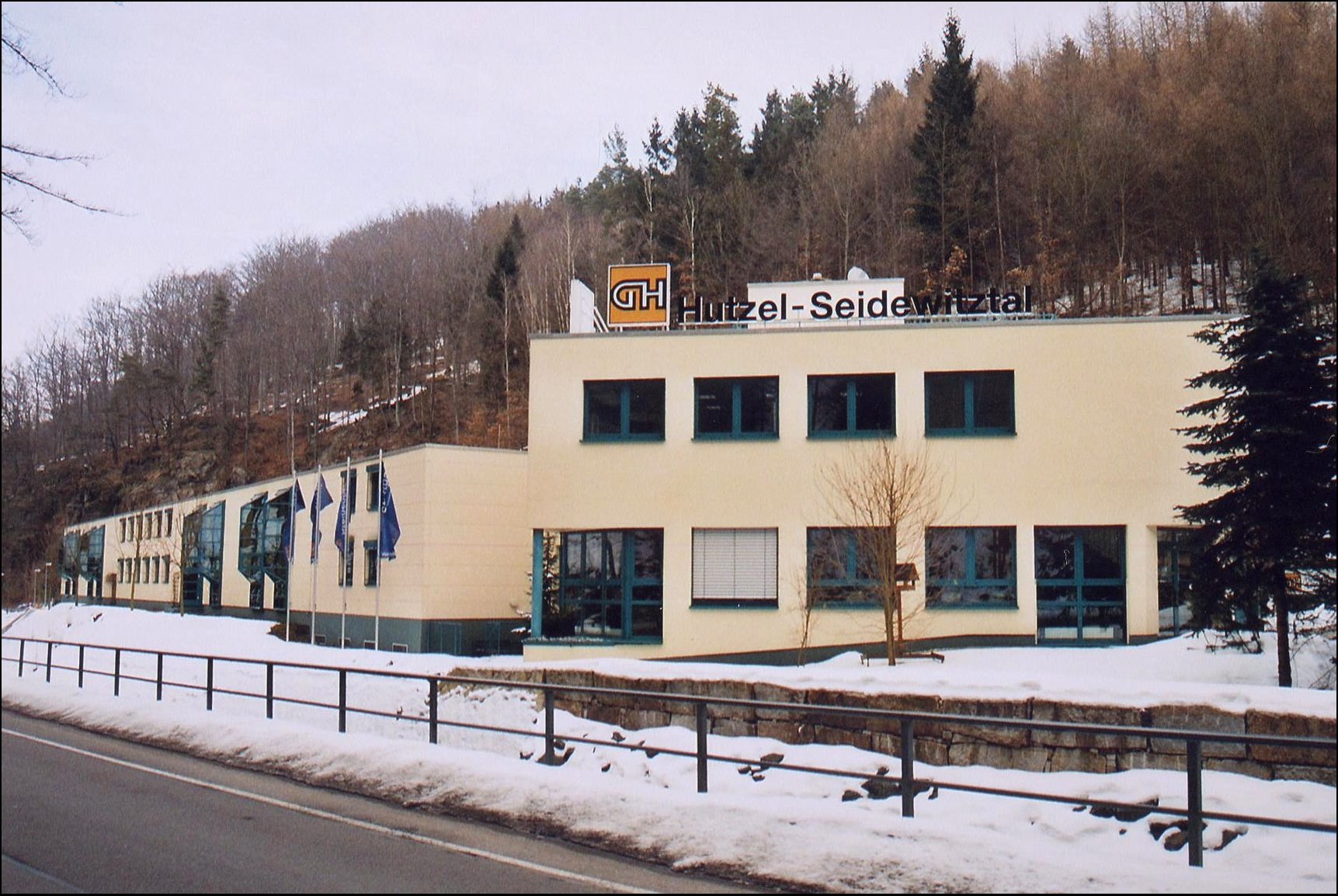
links